# Kellett XR-8
El Kellett XR-8 fue un helicóptero construido en los Estados Unidos durante la Segunda Guerra Mundial. Era una máquina biplaza destinada a demostrar la factibilidad de un sistema doble de rotores, y aunque esto lo consiguió, también mostró una serie de problemas que impidieron desarrollar más este diseño particular.

## Diseño y desarrollo
La exitosa demostración del Sikorsky VS-300 hizo que las USAAF favorecieran al helicóptero sobre el autogiro como enfoque al vuelo de alas rotatorias. Dándose cuenta de esto, la Kellett Autogiro Corporation presentó una propuesta a las USAAF el 11 de noviembre de 1942, para el desarrollo de un helicóptero de rotor doble, que eliminaría la necesidad de un rotor de cola y su pérdida de potencia asociada. Descartado inicialmente por motivos teóricos, la propuesta fue reexaminada a la luz de las pruebas realizadas con maquetas por la Sección de Ingeniería Experimental del Ejército, y fue aceptada el 7 de enero del año siguiente. A esto le siguió el 11 de septiembre un contrato de cerca de un millón de dólares para construir dos prototipos con rotores tripala contenidos en la propuesta de Kellett, junto con un sistema alternativo bipala.
La aeronave resultante tenía un achaparrado fuselaje con forma de huevo, con una única cola y tren de aterrizaje triciclo. Dos asientos estaban colocados lado a lado en una cabina cerrada tras un morro extensamente acristalado, y los dos rotores se entrelazaban entre ellos, con un desfase de 12,5º. La construcción del fuselaje era de tubos de acero, recubiertos por láminas metálicas y tela, y las palas del rotor estaban construidas de costillas y recubrimiento de contrachapado unidos a tubos de acero. Los rotores entrelazados se ganaron rápidamente el apodo de "batidora de huevos".

## Historia operacional
El primer vuelo tuvo lugar el 7 de agosto de 1944, con el piloto de pruebas jefe de Kellett, Dave Driscoll, a los mandos. Se descubrió una falta de estabilidad direccional, y se corrigió con la adición de dos aletas de cola extra. El 7 de septiembre se descubrió un problema más serio, cuando se encontró que una pala de cada rotor habían colisionado mientras la aeronave estaba en vuelo. En consecuencia, las Fuerzas Aéreas ordenaron a Kellett que diseñara un nuevo sistema de rotor rígido para el XR-8.
Mientras tanto, el sistema de rotor bipala fue probado en el segundo prototipo, comenzando en marzo de 1945. Demostró inmediatamente ser impracticable, con una fuerte vibración que fue prohibitivamente difícil de resolver. Igualmente, se hizo evidente que el sistema de rotor rígido iba a requerir un extenso rediseño de la aeronave, y estos trabajos también se abandonaron.
El 23 de enero de 1946, el XR-8 fue aceptado para realizar pruebas de servicio con sus rotores originales no rígidos instalados. Sin embargo, el programa fue cancelado casi inmediatamente, y el prototipo fue finalmente entregado al Museo Nacional del Aire y el Espacio de Estados Unidos, donde permanecía en 2008.

## Variantes
XR-8
Versión inicial, uno construido.
XR-8A
Versión con sistema de rotor bipala, uno construido.
XR-8B
Versión con sistema de rotor rígido, no construida.

## Operadores
Estados Unidos
- Fuerzas Aéreas del Ejército de los Estados Unidos

## Especificaciones (XR-8)
Referencia datos: Jane's all the World's Aircraft 1947

### Características generales
- Tripulación: Uno (piloto)
- Capacidad: Un pasajero
- Longitud: 6,88 m (fuselaje)
- Diámetro rotor principal: 11 m (36 ft)
- Altura: 3,4 m (11 ft)
- Área circular: 94,53 m² (cada rotor)
- Peso vacío: 1052 kg (2318,6 lb)
- Peso cargado: 1349 kg (2973,2 lb)
- Planta motriz: 1× motor bóxer de seis cilindros refrigerado por aire Franklin O-405-9.
  - Potencia: 183 kW (252 HP; 249 CV)
- Capacidad de combustible: 130 l (normal); 310 l (máximo)

### Rendimiento
- Velocidad máxima operativa (Vno): 160 km/h (99 MPH; 86 kt)
- Techo de vuelo: 3000 m (9843 ft)
- Carga del rotor: 172
- Potencia/peso: 7,375 kg/kW (12,14 lb/hp)
- Techo en estacionario: 910 m (3000 pies)

## Aeronaves relacionadas

### Aeronaves similares
- Flettner Fl 265
- Flettner Fl 282
- Sikorsky R-4
- Vought-Sikorsky VS-300

### Secuencias de designación
- Secuencia R-_ (Alas Rotatorias del USAAC/USAAF, 1941-1948): ← R-5 - R-6 - R-7 - R-8 - R-9 - R-10 - R-11 →